# 세인트존스베리아카데미 제주
세인트존스베리아카데미 제주(St. Johnsbury Academy Jeju)는 제주특별자치도 서귀포시 대정읍에 있는 국제학교이다. 유치원, 초등학교, 중학교, 고등학교 과정이 편성되어있다.

## 개요
| 학 교 명 :      | 세인트존스베리아카데미 제주 (St. Johnsbury Academy Jeju, SJA Jeju)        |
| 개 교 일 :      | 2017년 10월 23일                                                          |
| 총 교 장 :      | 코리 존슨 (Corey Johnson)                                                 |
| 고등학교 교장 : | 그레그 슐츠 (Gregg Schoultz)                                              |
| 중학교 교장 :   | 에릭 벡 (Eric Beck)                                                       |
| 초등학교 교장 : | 칼라 차베즈 (Carla Chavez)                                                |
| 교육분야 :      | 유치부(Pre-K3~Kinder), 초등부(1~5학년), 중등부(6~8학년), 고등부(9~12학년) |
| 소 재 지 :      | 제주특별자치도 서귀포시 대정읍 글로벌에듀로 304번길 10                    |

SJA Jeju는 정통 미국식 교육을 바탕으로 우수한 학생, 교사진과 체계적 교육 프로그램을 갖춘 제주 영어교육도시 내 설립된 첫 번째 미국 국제학교이다. 1842년에 개교하여 178년의 전통을 자랑하는 미국 동북부 지역의 명문 사립 고등학교 ‘세인트존스베리아카데미(St. Johnsbury Academy, 이하 SJA)’의 교육 과정을 바탕으로 운영된다. 미국 버몬트에 위치한 본교 SJA는 학생들의 인성, 학문적 우수성과 시민의식을 함양하는 교육기관으로 널리 알려져 있다. SJA Jeju는 본교의 교육이념인 인성(Character), 탐구심(Inquiry), 공동체 의식(Community)을 바탕으로 유치부(만 3세 이상)부터 고등부까지 미국식 교육과정을 제공한다. 학생들이 학문적 성취와 훌륭한 인성을 동시에 갖출 수 있도록 균형 잡힌 교육을 추구한다. 
- 인성(Character): SJA Jeju는 배려, 존중, 책임, 정직을 바탕으로 인성을 함양하도록 한다.

- 탐구심(Inquiry): SJA Jeju는 지식, 창의성, 자립적 학업 성취를 바탕으로 배움에 대한 열정을 키우도록 한다.

- 공동체 의식(Community): SJA Jeju는 공동체 안에서 구성원들 간의 관계와, 스스로의 권리 및 의무의 중요성을 인식하도록 교육한다.

## SJA Jeju의 교육 및 학습 비전 (Education)
- 탐구/프로젝트 기반 학습

SJA Jeju 교육의 핵심은 ‘탐구 프로젝트 기반 학습 (IPBL, Inquiry Project Based Learning)’이다. 학생들이 주도적으로 참여하는 ‘상향식(bottom-up)’ 수업을 통해 최대한 많은 질문을 던질 수 있도록 유도하며, 학생들은 스스로 묻고 답하는 과정 속에서 문제를 탐구하고 해결책을 찾는 능력을 기르게 된다. 이를 잘 보여주는 SJA Jeju의 대표적인 프로그램이 ‘캡스톤(Capstone)’이다. 일회성 프로그램이 아닌 전체 교과 과정 속에서 습득한 다양한 학습 능력을 보여주는 축적의 산물이다. 학생들은 캡스톤을 통해 관심 주제 선정부터 심층 연구 및 분석을 통한 해결책 모색, 결과물 발표까지 총체적으로 경험할 수 있다. 이러한 과정 속에서 학교는 학생들의 흥미와 강점을 동시에 파악하여 학생들이 한 분야에서 확실한 전문성과 정통성을 가질 수 있도록 돕는다.
이러한 탐구 프로젝트를 통해 핵심 교과 내용이 통합적으로 학습되고 있는지 확인할 수 있으며, 각각의 학습 과정을 통해 얻은 지식과 캡스톤은 유기적으로 연결되어 SJA Jeju 교과과정의 기본 골격을 이루고 있다. 
- 교육 미션을 실천하는 캡스톤(Capstone) 프로그램

SJA Jeju는 유치부부터 고등부까지 각 학제의 마지막 학년을 대상으로 심화 교육 과정인 ‘캡스톤 인텐시브 러닝 모델(Capstone Intensive Learning Model, 이하 캡스톤)’을 운영한다. 이 프로그램에서 학생들은 관심 주제 선정부터 심층 연구 및 분석을 통한 해결책 모색, 결과물 발표까지 총체적인 탐구 중심의 프로젝트를 경험하게 된다. 이를 통해 어린 시절부터 고등졸업반에서 갖추게 될 개인 프로필을 발전시키게 되며, 특히 고등부 12학년 학생들은 ‘시니어 캡스톤(Senior Capstone)’을 진행하며 연구 및 탐구 능력, 에세이 및 포트폴리오 작성 능력, 발표 능력 등 대학 응시에 필요한 역량을 기를 수 있게 된다. 
캡스톤은 일회성 프로그램이 아닌 전체 교과 과정 속에서 습득한 다양한 학습 능력을 보여주는 축적의 산물이다. 학생들에게 자신의 열정과 역량을 선보일 수 있는 기회만 제공하는 것이 아니라 지역, 국가, 혹은 국제사회와 같은 공동체 문제와 연결점을 찾을 수 있는 기회를 제공한다는 점에서 문제에 대해 실질적인 해결방안을 모색하는 ‘탐구 프로젝트 기반 학습법(IPBL, Inquiry Project Based Learning)’으로도 설명될 수 있으며, SJA Jeju의 교육철학과도 일맥 상통한다. 학생들은 이타적인 주제를 선정함으로써 올바른 인성(Character)을 함양하고, 연구과정에서 비판적, 창의적인 사고능력을 발휘하는 탐구심(Inquiry)’을 키우며 지역, 국가, 전 세계와 관련된 주제를 연구하는 과정을 통해 공동체 의식(Community)을 함양할 수 있기 때문이다. 

## 기숙사 생활 (Residential Life)
SJA Jeju는 중등부 6학년부터 생활이 가능한 남녀 기숙사를 운영하고 있다. 패밀리 제도, 사감 교사와의 긴밀한 소통, 다채로운 활동 프로그램 등을 통해, 기숙 학생들에게 안전하고 활기찬 공동체 환경을 제공한다. 중등부와 고등부 학생들은 기숙사의 다양한 프로그램을 통해 교사들과 긴밀히 소통할 수 있고, 전인교육을 받을 수 있다. 
- 이브닝 스터디(Evening Study): 기숙사 학생들은 이브닝스터디를 통해 정규 수업시간 외에도 학문적으로 지원을 받을 수 있다. 학생들은 방과 후 저녁시간에 학교 도서관에서 이루어지는 야간 학습에 참여하고, 중등부/고등부 정규 교과목 교사들의 지도 아래 수학한다.

- 주말 활동 (Weekend Activities): 주말에 기숙 학생들과 함께 할 수 있는 다채로운 활동들이 기획된다. 학생들은 기숙사 사감교사의 통솔 하에 하이킹, 문화적/역사적 명소 탐방, 강연/페스티벌 참여 등 다양한 주말 활동에 참여할 수 있다.
  - CASP Activities: 음악 만들기, 수영, 영어 교육, 패션 디자인 활동 등을 외부 교사와 매주 토요일 오후마다 2시간 진행한다.
  - Community Service: 이브닝 스터디나 전자기기 제출 등을 늦게 하였을 때 (혹은 부적절한 행동을 했을 때) Late이 부과된다. Late이 3개 부과될 시 주말마다 한 시간동안 Community Service를 해야 한다.

- 패밀리 제도 (Family Group): SJA Jeju 기숙사는 서로 다른 학년의 학생들로 구성된 ‘패밀리’를 조직하여, 학생들이 정기적으로 소통하며 함께 친목을 쌓아갈 수 있도록 한다. 한번 구성된 패밀리는 졸업까지 이어져서 구성원들 사이에 깊이 있는 관계를 형성할 수 있다. 또한 각기 다른 학년으로 구성되어 있기 때문에 고학년과 저학년 학생들이 서로 도움을 주고 받으며 책임감을 기를 수 있도록 한다.
- 흡연률이 거의 없으며 기숙사에서 관리를 잘 한다.

## 미국 본교(SJA)와의 교류 프로그램 (VermontExchange Program)
SJA Jeju는 본교 SJA와 교환학생 프로그램을 운영한다. 교환학생 프로그램은 일정한 자격 요건을 갖춘 SJA Jeju 학생들이 미국 본교에서 수업을 들으며, 그곳의 문화와 환경을 직접 경험할 수 있도록 하는 프로그램이다. 마찬가지로 본교 학생들에게도 교환학생으로서 SJA Jeju로 올 수 있는 기회가 제공된다. 방학을 이용한 단기 교류 프로그램이 아닌, 한 학기 동안 진행되는 프로그램으로써 학생들은 170년 이상의 역사를 가진 SJA 미국 본교의 학생이 되어 서로 다른 문화를 이해하고, 글로벌 마인드를 함양할 수 있다. SJA 본교에서도 블록스케줄을 운영하고 있기 때문에 온전한 한 학기 동안 양쪽 학교로의 교환학생이 가능하다. 
2023년도에는 10학년과 11학년을 대상으로 5명을 선발한다 한다. 면접을 통해 선발하며, 본교 SJA는 SJA Jeju보다 학비가 더 비싸나, 교류 프로그램을 이용하면 학비가 10% 더 저렴하다 하다. 10학년보다는 11학년을 우선적으로 뽑을 수 있다 하였다. (본 내용은 매년 다를 수 있음을 주의 및 고려해야 한다.) 
SJA 본교는 SJA Jeju가 운영하는 다음 AP 수업을 진행하지 않기에 교유 프로그램에 참가하기 전 꼭 고려해야 한다: 
- AP Comparative Government & Politics
- AP Chinese
- AP Economics

## 같이 보기
- 세인트존스베리아카데미 (en:St. Johnsbury Academy) - 미국 버몬트 주에 위치한 본교